# Друиды (фильм)
«Друи́ды» (фр. Vercingétorix : La Légende du druide roi — «Верцингеторикс: легенда короля-друида») — фильм Жака Дорфмана 2001 года.

## Сюжет
К 54 году до н. э. легионы Юлия Цезаря, будущего правителя Рима, завоевали почти всю Галлию. Однако вскоре галльские племена объединились под началом непобедимого Верцингеторига, вождя арвернов, который повёл их на неравную битву с захватчиком.
Будучи блистательным стратегом, гениальным дипломатом и достойным учеником мудрых друидов, хранителей древних знаний, он стал самым великим галльским воином, и хотя ради спасения своего народа ему пришлось пожертвовать своей жизнью, галлы навсегда сохранили память о «Вожде великих воинов», который не побоялся бросить вызов грозному Цезарю и его легионам.

## В ролях
- Кристофер Ламберт — Верцингеториг
- Клаус Мария Брандауэр — Юлий Цезарь
- Макс фон Сюдов
- Инес Састре
- Бернар-Пьер Доннадьё
- Мария Кавардикова — Рия
- Яннис Барабан — Летовик
- Дени Шарве
- Жан-Пьер Риве
- Венсан Москато
- Валентин Ганев

## Критика
- Сайтом SomethingAwful.com фильму присвоена оценка минус 45, что несколько хуже средних оценок, которые находятся в диапазоне от минус 35 до минус 40[1].